# Geranium natalense
Geranium natalense är en näveväxtart som beskrevs av Olive Mary Hilliard och Brian Laurence Burtt. Geranium natalense ingår i släktet nävor, och familjen näveväxter. Inga underarter finns listade i Catalogue of Life.